# Koza Mostra
Koza Mostra (griech. Κόζα Μόστρα) ist eine griechische Rockband, die 2011 von Ilias Kozas gegründet wurde.

## Werdegang
Sie besteht aus Ilias Kozas (Gesang, klassische und elektrische Gitarre), Stelios Tsompanidis (Schlagzeug, Hintergrundgesang), Tasos Korkovelos (Keyboards, Hintergrundgesang), Dimitris Christonis (Bassgitarre), Tasos Gentzis (Saxofon, Hintergrundgesang) und Petros Lagontzos (elektrische Gitarre, Hintergrundgesang). Die Band verbindet Ska-, Punk- und Rockmusik mit dem Stil traditioneller griechischer Volksmusik wie mazedonischer griechischer Musik und Rembetiko. Sie sind auch dafür bekannt, dass sie in Kilts oder Fustanella auftreten.
Die Teilnehmer des griechischen Vorentscheids zum Eurovision Song Contest 2013 des Senders ERT konnten sich gegen drei Mitbewerber durchsetzen und durften daher mit ihrem Titel Alcohol Is Free zusammen mit Agathonas Iakovidis auf dem Wettbewerb in Malmö antreten, wo sie den sechsten Platz belegten.
Ihr 2013 veröffentlichtes Debütalbum Keep up the Rhythm wurde von der griechischen Musikindustriebehörde IFPI mit dreifachem Platin ausgezeichnet. Ende 2017 veröffentlichten sie ihr zweites Album mit dem Titel Corrida.

## Diskografie

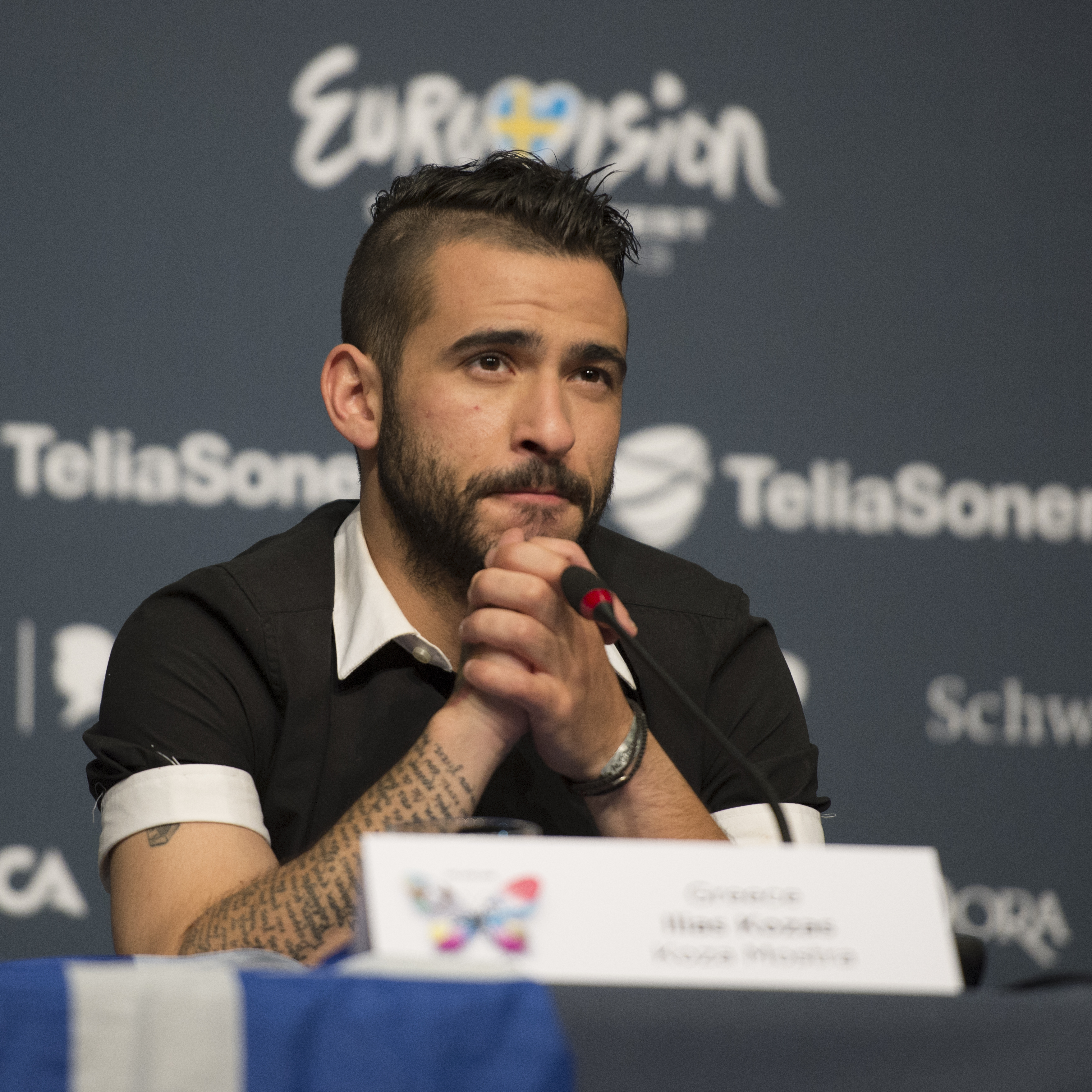
Elias Kozas beim Eurovision Song Contest 2013

### Alben
- 2013: Keep Up the Rhythm
- 2017: Corrida

### Singles
- 2012: Me Trela
- 2012: Desire
- 2012: Tora/Me Trela (MAD Video Music Awards 2012) (mit Dimos Anastasiadis)
- 2013: Alcohol Is Free (mit Agathonas Iakovidis)
- 2013: K.U.T.R
- 2013: Ti Kano Edo
- 2013: Lianoxortaroudia
- 2013: Trava mia tzoura
- 2013: Where we belong
- 2014: Giorti
- 2016: Amerika